# Harry Potter i el llegat maleït
Harry Potter i el llegat maleït (títol original en anglès, Harry Potter and the Cursed Child) és una obra de teatre musical de West End dividida en dues parts, escrita per Jack Thorne i basada en una nova història original de Thorne, J. K. Rowling i John Tiffany. Les preestrenes de l'obra van començar al Palace Theatre de Londres el 7 de juny de 2016, i la seva estrena oficial va ser el 30 de juliol del mateix any. El guió dels assajos va sortir a la venda el 31 de juliol de 2016 i va resultar la vuitena història ambientada en l'univers de Harry Potter. La història se situa dinou anys després de la conclusió de Harry Potter i les relíquies de la Mort, i segueix la vida de Harry Potter, ara un empleat del Ministeri de Màgia, i el seu fill menor Albus Severus Potter.

## Producció
Harry Potter i el llegat maleït, obra de teatre musical de dues parts, va ser escrita pel dramaturg Jack Thorne, basant-se en una història original del mateix Thorne, John Tiffany i J. K. Rowling.
L'obra és dirigida per John Tiffany, amb coreografia de Steven Hoggett, escenografia de Christine Jones, disseny de vestuari de Katrina Lindsay, disseny d'il·luminació de Neil Austin, música d'Imogen Heap, i disseny de so de Gareth Fry. A més a més, els efectes especials creats per Jeremy Chernick, amb il·lusions de Jamie Harrison, càsting de Julia Horan, i supervisió musical de Martin Lowe.
Els productors són Sonia Friedman Productions, Colin Callender i Harry Potter Theatrical Productions.

## Repartiment
- Jamie Parker com a Harry Potter
- Paul Thornley com a Ron Weasley
- Noma Dumezweni com a Hermione Granger
- Poppy Miller com a Ginny Potter
- Alex Price com a Draco Malfoy
- Sam Clemmett com a Albus Severus Potter
- Anthony Boyle com a Scorpius Malfoy
- Cherrelle Skeete com a Rose Weasley i l'Hermione jove
- Jeremy Ang Jones com a Craig Bowker Jr
- Annabel Baldwin com a Moaning Myrtle i Lily Potter
- Paul Bentall com a Vernon Dursley, Severus Snape i Lord Voldemort
- Claudia Grant com a Polly Chapman
- Chris Jarman com a Rubeus Hagrid i el Barret Seleccionador
- James Le Lacheur com a Yann Fredericks
- Helena Lymbery com a Petunia Dursley, Madam Hooch i Dolores Umbridge
- Barry McCarthy com a Amos Diggory i Albus Dumbledore
- Sandy McDade com a Trolley Witch i Minerva McGonagall
- Adam McNamara com a Stationmaster
- Tom Milligan com a Cedric Diggory, James Sirius Potter i James Potter
- Jack North com a Dudley Dursley, Karl Jenkins i Viktor Krum
- Nuno Silva com a Bane
- Esther Smith com a Delphi Diggory
- Rudi Goodman, Alfred Jones, Bili Keogh, Ewan Rutherford, Nathaniel Smith, i Dylan Standen com al jove Harry Potter
- Zoe Brough, Cristina Fray i Christiana Hutchings com a Lily Luna Potter

## Publicació del guió
Ambdues parts del guió de l'obra es van publicar en anglès el 31 de juliol de 2016, un dia després de l'estrena i coincidint amb la data de naixement de Harry Potter i de J. K. Rowling, sota el títol Harry Potter and the Cursed Child Parts one and two.
La traducció de l'obra al català, per Xavier Pàmies, va ser publicada per l'editorial Empúries el 28 de setembre de 2016 amb el títol Harry Potter i el llegat maleït.